# 碳酸氢铯
碳酸氢铯是一种无机化合物，化学式是CsHCO3。它可以由以下反应制得：
Cs2CO3 + CO2 + H2O → 2 CsHCO3
这种化合物可用于制备其他铯盐，不过碳酸铯更加常用。